# Ceren Koç
Ceren Koç (* 16. August 1993 in Istanbul) ist eine türkische Schauspielerin.

## Biografie
Ceren Koç wurde am 16. August 1993 in Istanbul geboren. Sie studierte an der Technische Universität Yıldız. Danach setzte sue ihr Studium an der Kadir Has Üniversitesi fort. Ihr Debüt gab sie 2012 in der Fernsehserie Muhtesem Yüzyil. Anschließend war Koç 2013 in Bizim Okul zu sehen.
Von 2014 bis 2016 wurde sie für due Serie Güllerin Savaşı gecastet. 2017 trat sie in Ver Elini Aşk auf. Außerdem bekam sie 2018 eine Rolle in Tek Yürek. Unter anderem setzte sie 2020 ihre Karriere in Bay Yanlış fort. Zwischen 2021 und 2022 spielte Koç in der Serie Aşk Mantık İntikam eine Nebenrolle.

## Filmografie
Filme
- 2018: Evden Uzak

Serien
- 2012: Muhtesem Yüzyil
- 2013: Bizim Okul
- 2014–2016: Güllerin Savaşı
- 2017: Ver Elini Aşk
- 2019: Tek Yürek
- 2020: Bay Yanlış
- 2021–2022: Aşk Mantık İntikam